# Station Longpont
Station Longpont is een spoorwegstation in de Franse gemeente Longpont.